# Mario Amadori
Mario Amadori (* 27. September 1886 in Verona; † 10. August 1941 in Modena) war ein italienischer pharmazeutischer Chemiker.
Amadori absolvierte ab 1905 ein Studium der Chemie und der Pharmazie an der Universität Padua. Ab 1913 war er dort Dozent und forschte zunächst auf dem Gebiet der anorganischen Chemie. Er übernahm 1926 eine Professur für Pharmazeutische Chemie an der Universität Modena. Dort wandte er sich der Organischen Chemie zu und forschte über die Chemie der Weinsäure und ihrer Derivate sowie die Reaktion von Zuckern mit aromatischen Aminen. Auf diesem Gebiet entdeckte er die nach ihm benannte Amadori-Umlagerung.